# Coll de l’Espina
Der Coll de l’Espina ist eine 1404 Meter hohe Passstraße im spanischen Teil der Pyrenäen. Er befindet sich in Aragonien in der Provinz Huesca und verbindet über die N-260 die Gemeinde Castejón de Sos im Westen mit Montanuy im Osten.

## Auffahrt
Die Westauffahrt von Castejón de Sos ist 18,6 Kilometer lang und weist eine durchschnittliche Steigung von 2,7 % auf. Der Anstieg führt dabei über den höheren Coll de Fadas (1470 m), der rund acht Kilometer vor dem Coll de l’Espina passiert wird. Die Auffahrt auf den Coll de Fadas ist 10,6 Kilometer lang und steigt im Schnitt mit 5,4 % an, wobei maximale Steigungsprozente von rund 8 % erreicht werden. Die weitere Fahrt zum  Coll de l’Espina verläuft meist leicht abschüssig. Einzig bei Laspaúles muss eine kurze Gegensteigung mit geringer Steigung absolviert werden.
Die Ostauffahrt von Montanuy ist sechs Kilometer lang und weist eine durchschnittliche Steigung von 6,7 % auf. Sie beginnt bei der Ortschaft Noales und führt über mehrere Kurven auf die Passhöhe. Die Steigungsprozente liegen meist bei 7 %, ehe die Straße auf den letzten zwei Kilometern etwas abflacht.

## Radsport
Die Vuelta a España führte im Jahr 1975 erstmals über den Coll de l’Espina, wobei die Ostauffahrt als Bergwertung der 2. Kategorie klassifiziert wurde. Als erster Fahrer erreichte damals der Portugiese José Martins die Passhöhe, ehe es zu einer Bergankunft nach Formigal ging.
Einzig im Jahr 1980 wurde auf der Passhöhe eine Bergwertung der 3. Kategorie abgenommen. Ansonsten gilt die Ostauffahrt als Anstieg der 2. Kategorie. In den Jahren 1983, 1985, 1988 und 2007 führte die Spanien-Rundfahrt zwar über die Passhöhe des Coll de l’Espina, die Punkte im Kampf um die Bergwertung wurden jedoch auf dem höheren Coll de Fadas vergeben.
Im Rahmen der Vuelta a España 2025 soll der Pass auf der 7. Etappe über die Ostauffahrt erreicht werden. Im Anschluss findet eine Bergankunft auf der Alto del Ampriu statt. Auf dem Coll de l’Espina wird erneut eine Bergwertung der 2. Kategorie abgenommen.
| Jahr | Etappe     | Bergwertung  | Fahrer             | Auffahrt |
| ---- | ---------- | ------------ | ------------------ | -------- |
| 1975 | 14. Etappe | 2. Kategorie | José Martins       | Ost      |
| 1980 | 07. Etappe | 3. Kategorie | Dominique Arnaud   | Ost      |
| 1987 | 07. Etappe | 2. Kategorie | Abelardo Rondón    | Ost      |
| 1989 | 12. Etappe | 2. Kategorie | Patrice Esnault    | Ost      |
| 1991 | 12. Etappe | 2. Kategorie | Álvaro Sierra      | Ost      |
| 1993 | 11. Etappe | 2. Kategorie | Ángel Edo          | Ost      |
| 1994 | 11. Etappe | 2. Kategorie | Michele Coppolillo | Ost      |
| 1998 | 11. Etappe | 2. Kategorie | José Luis Rubiera  | Ost      |
| 2005 | 11. Etappe | 2. Kategorie | Joaquim Rodríguez  | Ost      |
| 2008 | 09. Etappe | 2. Kategorie | David Moncoutié    | Ost      |
| 2025 | 07. Etappe | 2. Kategorie |                    | Ost      |